# Herb gminy Wróblew
Herb gminy Wróblew – symbol gminy Wróblew, autorstwa Jana Cegiełki, ustanowiony 30 grudnia 1996.

## Wygląd i symbolika
Herb przedstawia na tarczy dwudzielnej w słup z głowicą w głowicy herbu o barwie ultramaryny parę zwróconych głowami do siebie wróbli, w polu prawym, czerwonym, trzy białe kwiaty jabłoni, w polu lewym, zielonym, trzy ukośne białe linie. Wąska biała linia oddziela też od siebie pola herbu. 
Barwa ultramaryny w głowicy herbu symbolizuje niebo, a para wróbli nawiązuje do nazwy gminy (tzw. herb mówiący). Pole czerwone odnosi się do tradycji sadownictwa w gminie, jego barwa stanowi nawiązanie do koloru dojrzałych owoców - wiśni i czereśni, kwiaty jabłoni do uprawy jabłek. Pole zielone nawiązuje natomiast do rolnictwa, ukośne białe linie symbolizują rzędy upraw warzywnych: ogórków, kapusty i marchwi.